# هنری ساتن
هنری ساتن (انگلیسی: Henry Sutton; ۲۶ سپتامبر ۱۸۶۸ – ۲۴ مهٔ ۱۹۳۶) قایقران قایق بادبانی اهل بریتانیا بود.